# 트라이메틸벤젠
트라이메틸벤젠(영어: trimethylbenzene)은 방향족 탄화수소의 일종이며, 치환기로 3개의 메틸기(–CH3)를 갖는 벤젠 고리로 구성된다. 다른 배열을 통해 분자식이 C9H12인 세 가지 구조 이성질체를 형성한다. 트라이메틸벤젠은 또한 C3-벤젠 그룹에 속한다. 가장 잘 알려진 이성질체는 메시틸렌이다.
- 1,2,3-트라이메틸벤젠 (헤멜리텐)
- 1,2,4-트라이메틸벤젠 (슈도쿠멘)
- 1,3,5-트라이메틸벤젠 (메시틸렌)

| 계통명       | 1,2,3-트라이메틸벤젠 | 1,2,4-트라이메틸벤젠 | 1,3,5-트라이메틸벤젠 |
| ------------ | -------------------- | -------------------- | -------------------- |
| 관용명       | 헤멜리텐             | 슈도쿠멘             | 메시틸렌             |
| 구조식       |                      |                      |                      |
| CAS 등록번호 | 526-73-8             | 95-63-6              | 108-67-8             |
모든 이성질체는 분자량이 120.19 g/mol이며, 화학식이 C9H12이다.

## 같이 보기
- 다이메틸벤젠 (자일렌)
- 테트라메틸벤젠
- 펜타메틸벤젠
- 헥사메틸벤젠